# Cylindertrattkaktus
Cylindertrattkaktus (Eriosyce subgibbosa) är en art inom trattkaktussläktet och familjen kaktusväxter, som har sin naturliga utbredning i Chile.

## Beskrivning
Cylindertrattkaktus är en klotformad till cylindrisk kaktus som blir upp till 15 centimeter hög och 6 till 25 centimeter i diameter. Den är uppdelad i upp till 22 vårtindelade åsar, som är 5 till 20 millimeter höga. Längs åsarna sitter få till många raka central- och radiärtaggar. Blommorna utvecklas ibland fler än en per areol, varierar i storlek och är karminröda. Frukten är ljusröd och avlång när den är mogen.

## Underarter
Cylindertrattkaktusen har 4 underarter:
Cylindertrattkaktus (E. subgibbosa ssp. subgibbosa)
Är uppdelad i 11 till 22 åsar och har gula, bruna eller svarta taggar. Upp till 16 tjocka centraltaggar som blir upp till 40 millimeter långa. Runt dessa sitter 8 till 40 nållika taggar som blir från 10 till 20 millimeter långa. Blomman blir från 3 till 5 centimeter i diameter.
Klubbtrattkaktus (E. subgibbosa ssp. clavata) (Söhrens ex K.Schum.) Katt. 1994
Den har klotformad till cylindrisk växtkropp som blir upp till 15 centimeter hög och 6 till 10 centimeter i diameter. Den är uppdelad i upp till 10 åsar och har en upprätt centraltagg. Runt centraltaggen sitter 4 till 10 radiärtaggar som blir upp till 3 centimeter långa. Blommorna blir upp till 5,5 centimeter i diameter.

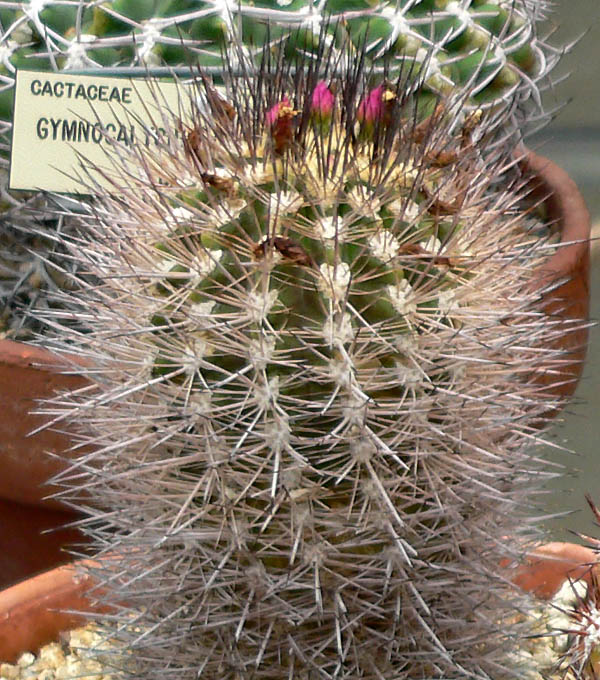
Låg cylindertrattkaktus (E. subgibbosa ssp. wagenknechtii)

Låg cylindertrattkaktus (E. subgibbosa ssp. wagenknechtii) (F.Ritter) Katt. 2001
Den blir 15 till 30 centimeter hög och 5 till 11 centimeter i diameter. Uppdelad i 13 till 17 åsar. Taggarna är grasvarta dill gråbruna. Längs åsarna sitter 8 till 14 radiärtaggar som blir 10 till 25 millimeter långa. Blommorna är relativt små och blir upp till 2,2 centimeter i diameter.
E. subgibbosa ssp. vallenarensis (F.Ritter) Kattermann 2001
Växtkroppen blir upp till 30 centimeter hög och 6 centimeter i diameter. Den är uppdelad i 11 till 12 åsar. Längs åsarna sitter en eller fler grå centraltaggar som blir 2 till 4 centimeter långa. Runt centraltaggen sitter 8 till 14 radiärtaggar som blir från 15 till 30 millimeter långa. Blommorna blir cirka 3,5 centimeter i diameter.

## Synonymer
E. subgibbosa ssp. subgibbosa
Echinocactus subgibbosa Haw. 1831
Neoporteria subgibbosa (Haw.) Britton & Rose 1922
Echinocactus castaneoides Cels ex Salm-Dyck 1850
Neoporteria castaneoides (Cels ex Salm-Dyck) Werderm. 1938
Echinocactus rostratus Jacobi 1856
Chilenia rostrata (Jacobi) Backeb. 1939
Echinocactus cupulatus Förster 1861
Chilenia subcylindrica Backeb. 1935, nom. inval.
Neoporteria subcylindrica (Backeb.) Backeb. 1951, nom. inval.
Neoporteria nigrihorrida Backeb. 1939
Eriosyce subgibbosa var. nigrihorrida (Backeb.) Katt. 1994
Eriosyce subgibbosa ssp. nigrihorrida (Backeb.) Katt. 2001
Neoporteria heteracantha W.T.Marshall 1941
Neoporteria litoralis F.Ritter 1959
Eriosyce subgibbosa var. litoralis (F.Ritter) Katt. 1994
Neoporteria castanea F.Ritter 1963
Eriosyce subgibbosa var. castanea (F.Ritter) Katt. 1994
Neoporteria microsperma F.Ritter 1963
E. subgibbosa ssp. clavata
Echinocactus clavatus Söhrens ex K.Schum. 1900
Neoporteria clavata (Söhrens ex K.Schum.) Werderm. 1939
E. subgibbosa ssp. wagenknechtii
Neoporteria wagenknechtii F.Ritter 1963
Eriosyce subgibbosa var. wagenknechtii (F.Ritter) Katt. 1994
E. subgibbosa ssp. vallenarensis
Neoporteria vallenarensis F.Ritter 1980
Eriosyce subgibbosa var. vallenarensis (F.Ritter) Katt. 1994
Neoporteria rapifera Y.Itô 1981